# Panteniphididae
Famille
Les Panteniphididae  d'Antony, 1987 sont une famille d'acariens Mesostigmata. Elle contient deux genres et quatre espèces.

## Classification
- Lindquistoseius Genis, Loots & Ryke, 1969
- Panteniphis Willmann, 1949